# Plebejus carolyna
Plebejus carolyna är en fjärilsart som beskrevs av Comstock 1922. Plebejus carolyna ingår i släktet Plebejus och familjen juvelvingar. Inga underarter finns listade i Catalogue of Life.